# Sukzessive Mittäterschaft
Sukzessive Mittäterschaft (von lateinisch succedere: nachrücken) ist eine besondere Erscheinungsform der Mittäterschaft, welche sich dadurch auszeichnet, dass das erforderliche Einvervehmen der Mittäter noch im Moment der Tatausführung hergestellt wird, z. B. wenn ein Vorbeigehender sieht, wie ein Opfer niedergeschlagen wird und sich daran beteiligt.
Die Zulässigkeit einer solchen Mittäterschaft samt Zurechnung des bisherigen Geschehens nach §25 Abs. 2 StGB ist abhängig der jeweiligen „Deliktsphase“ in welcher der vermeintliche Mittäter eintritt: Versuch, Ausführung der Tathandlung, Vollendung sowie Beendigung.
In Rahmen des Streites der Zulässigkeit dieser Rechtsfigur kommt auch die Theorien zur Abgrenzung von Täterschaft und Teilnehmerschaft Bedeutung zu, wobei auch die Frage der sukzessiven Beihilfe an Bedeutung gewinnt.

## Zwischen Versuch und Ausführung der Tathandlung
Zwischen Versuch und Vollendung der Tat wird nach allgemeiner Auffassung die sukzessive Mittäterschaft für zulässig erachtet.
Begründet wird dies damit, dass zum einen das erforderliche Einvernehmen zwischen den Mittätern noch während der Tatausführung erzielt werden kann und zum anderen ein nicht unerheblicher Tatbeitrag geleistet würde.

## Während der Tatausführung und vor Vollendung
Deutlich umstrittener ist die Situation, in der der Hinzutretende während der Tatausführung, aber vor deren Vollendung tätig wird, was insbesondere im Hinblick auf bereits verwirklichte Tatbestandsmerkmale und deren Zurechnung problematisch ist.

### Auffassung der Rechtsprechung
Nach der von der Rechtsprechung vertretenen Auffassung ist eine solche zulässig, sofern der Hinzukommende ein Förderungspotential aufweist und ein Mindestmaß an Kommunikation zwischen den Mitgliedern stattgefunden hat.

### Auffassung der herrschenden Literatur
Nach der herrschenden Literatur ist diese Erscheinungsform unzulässig, da eine nachträgliche Zurechnung erfüllter Tatbestandsmerkmale (z. B. Gewalt beim Raub nach § 249 StGB) gegen das Koinzidenzprinzip verstoße, wonach der Vorsatz des Täters bei Begehung der Tat vorliegen müsse.

## Zwischen Vollendung und Beendigung
Umstritten ist auch, wie ein Dazwischentreten zwischen Vollendung und Beendigung zu bewerten ist, z. B. ein zufälliges Dazwischentreten des Dritten, der nach Vollendung eines schweren Raubes (§250 StGB) aus Interesse an einem Teil der Beute den Räubern zur Flucht verhilft.

### Auffassung der Rechtsprechung
Nach der Rechtsprechung ist eine sukzessive Mittäterschaft bis zur Beendigung immer möglich, zumal die Möglichkeit besteht, aus der Tat Nutzen zu ziehen und den erforderlichen Tatentschluss zu fassen.

### Auffassung der herrschenden Literatur
Dieses Ergebnis wird von der herrschenden Literatur abgelehnt, da zum einen nach Vollendung der Tat keine Tatherrschaft mehr bestehen kann und zum anderen der Wortlaut des §25 Abs. 2 StGB eine gemeinschaftliche Tatbegehung voraussetzt, die bereits dann entfällt, wenn alle Tatbestandsmerkmale unabhängig vom Tatbeitrag des Dazwischentretenden erfüllt sind.

## Nach Beendigung
Unumstritten ist, dass keine sukzessive Mittäterschaft nach Beendigung erfolgen kann, z. B. wenn der Täter bereits das Opfer getötet hat und der Dazukommende diesen aus Spontaneität vom Tatort wegfährt.
In solchen Fällen kommt eine Strafbarkeit wegen Beihilfe oder wegen eines Anschlussdeliktes in Betracht.

## Streitstand bei der Beihilfe
Im Rahmen der Beteiligungsform der Beihilfe gemäß § 27 StGB stellt sich ebenfalls die Frage, ob eine solche in sukzessiver Erscheinungsform zulässig ist. Diese Frage wird insbesondere in Abgrenzung zu den sogenannten Anschluss- oder Perpetuierungsdelikten relevant. Es besteht somit ein Abgrenzungsproblem zwischen der Tat in Verbindung mit § 27 StGB sowie der Begünstigung nach § 257 StGB, wenn zwischen Vollendung und Beendigung der Straftat eines anderen eine vorteilssichernde Hilfeleistung erfolgt.
Nach einer Ansicht ist eine solche Beteiligungsform angesichts hiermit perpetuierter Abgrenzungsschwierigkeiten und der damit verbundenen Verletzung des strafrechtlichen Bestimmtheitsgebots abzulehnen, sodass nur eine Strafbarkeit nach § 257 StGB übrig bleibt. Die herrschende Meinung ermöglicht jedoch eine sukzessive Beihilfe unter Zugrundelegung des weiten Verständnisses des Begriffs der „Hilfeleistung“ gemäß § 27 StGB sowie des fehlenden Kausalitätserfordernisses zwischen der Beihilfehandlung und dem Taterfolg bzw. dessen Vollendung.
Innerhalb des herrschenden Lösungsansatzes zur Abgrenzung zwischen beiden infrage kommenden Delikten stellt eine Ansicht auf die innere Willensrichtung des Helfenden ab und bestraft diesen erst bei Vorliegen des Willens, die Vortat erfolgreich zu Ende zu bringen, wegen Beihilfe zur Haupttat. Eine andere Ansicht bestraft hingegen stets wegen Beihilfe zur Haupttat (vgl. § 257 StGB Absatz 3 Satz 1). Demnach entfiele eine Strafbarkeit wegen Begünstigung stets.